# Koné
Koné – miasto w Nowej Kaledonii (zbiorowość zamorska Francji); 8144 mieszkańców (2019). Stolica Prowincji Północnej. Ośrodek turystyczny. W mieście znajduje się port lotniczy Kone.